# Der Arbajter
Der arbajter (דער ארבײטער, ‘Robotnik’) – czasopismo w języku jidysz, wydawane przez Polską Partię Socjalistyczną. Gazeta została założona w grudniu 1898 roku, początkowo wydawana była w Londynie.

## Okres londyński
Początkowo  Der arbajter  miał nakład ok. 1500 egzemplarzy, przeznaczonych do dystrybucji wewnątrz Królestwa Polskiego.

Maksymilian Horwitz redaktor i założyciel czasopisma, był w chwili powstania pisma jedynym intelektualistą sprawnie władającym językiem jidysz w londyńskiej PPS.
Pierwszy numer został skomponowany z materiałów nadesłanych z kraju i złożony w londyńskiej siedzibie Centralizacji przy Beaumont Square 7.
W Der Arbajter licznie publikowali przebywający w Londynie, robotnicy żydowscy z Warszawy. Jednym z płodniejszych publicystów był nieznany z imienia Hartman – zarazem zecer składający pismo w nowej siedzibie londyńskiego PPS na Lingwoodzie.
Der arbajter miał za zadanie głównie budowanie poparcia dla PPS wśród robotników żydowskich w Polsce. W zakresie publikacji w języku jidisz PPS nie mogła oczywiście konkurować z Bundem. Uznano więc, że skoro nie ma szans w konkurencji z prasą Bundu wśród inteligencji żydowskiej, to należy się skoncentrować swoją działalność propagandową na robotnikach żydowskich. Dlatego przedkładano tematykę życia codziennego klasy robotniczej nad teksty teoretyczne.
W  Der arbajter  głoszono, że konieczne jest ustanowienie w Polsce demokratycznej republiki co jest warunkiem zarówno emancypacji Żydów, jak i realizacji postulatów socjalizmu. Przeciwstawiano się rusyfikacji ludności żydowskiej w Polsce. Ponadto, konsekwentnie stosowano określenie „żyd” jako określenie wyznania religijnego, a nie narodowości. Polacy katolicy oznaczani byli w artykułach jako „chrześcijanie”. Podkreslano w publikacjach że zarówno żydzi, jak i chrześcijanie stanowią część narodu polskiego i polskiego proletariatu. Takie podejście kontrastowało z linią Bundu, który podkreślał, że Żydzi stanowią odrębną grupę narodową w imperium rosyjskim.
W 1899 roku Horwitz, redaktor pierwszego wydania Der arbajter, został aresztowany w Warszawie. Po tym wydarzeniu PPS nie miała już w Londynie nikogo kto mógłby redagować gazetę w języku jidisz. Po aresztowaniu Horwitza, działacz PPS Leon Wasilewski podjął naukę jidisz – dzięki czemu mogły ukazać się kolejne londyńskie wydania czasopisma.
Przybycie pod koniec marca 1901 roku do Londynu Feliksa Sachsa (występującego w Londynie pod nazwiskiem Müller), mówiącego biegle w jidisz, pozwoliło na dwa kolejne wydania Der Arbajter w kwietniu (właściwie w maju) i sierpniu 1901 roku. Ostatecznie począwszy od nr 5 Der Arbajter z 2 V 1901 to właśnie Feliks Sachs został jego redaktorem naczelnym, jednocześnie był on szefem Żydowskiej Sekcji Organizacji Zagranicznej PPS.

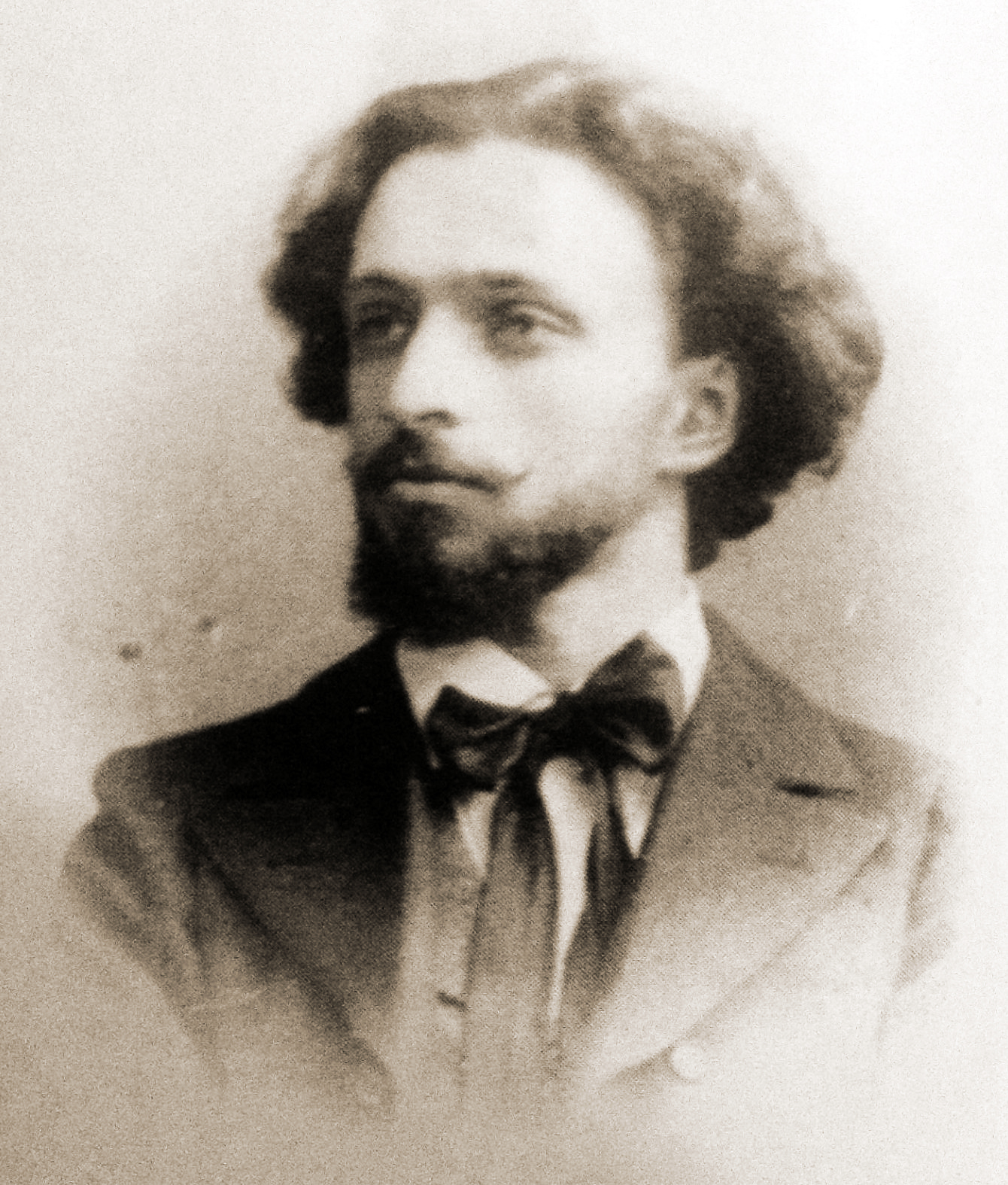
Maksymilian Horwitz, 1898
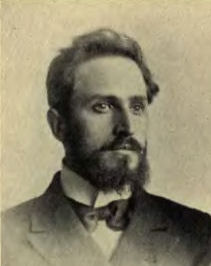
Leon Wasilewski ok. 1900 roku
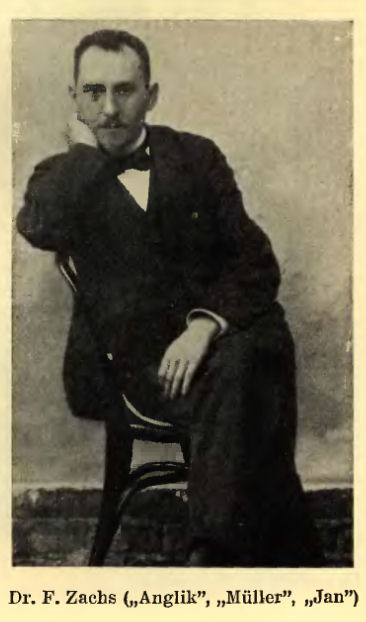
Feliks Sachs ok. 1898
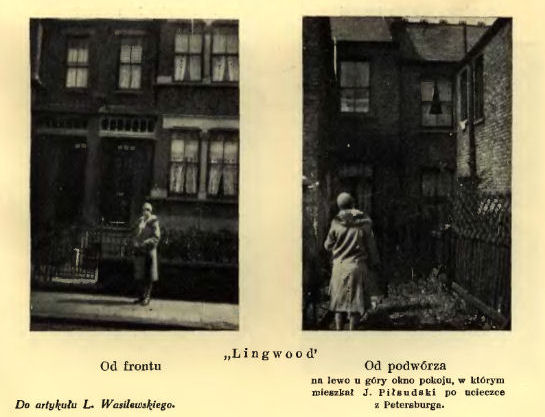
Londyńska siedziba redakcji Der Arbajter na przedmieściu Leytonstone – tak zwany Lingwood
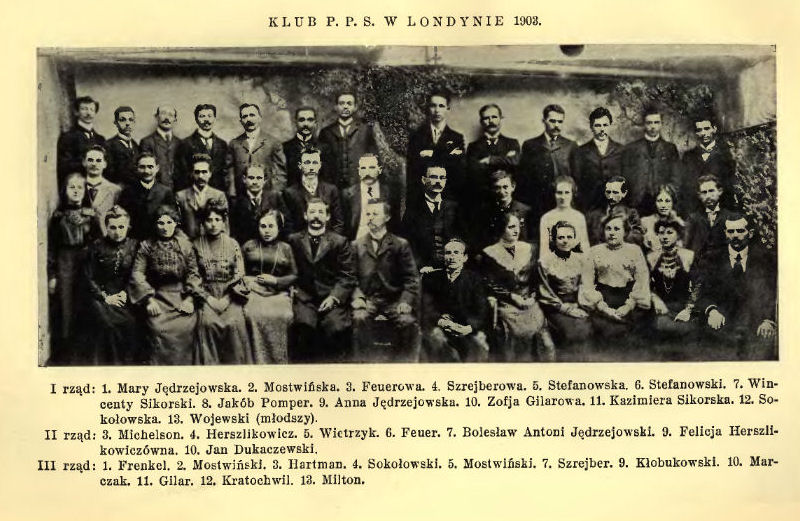
Klub PPS w Londynie w 1903 roku – w górnym rzędzie 3 od lewej zecer Hartman.

## Przenosiny do Wilna
W marcu 1902 roku Feliks Sachs wraca z Londynu do Wilna. W kraju zajmuje się nie tylko organizowaniem Komitetu Żydowskiego PPS, ale również, jako przeszkolony w drukarni Przedświtu zecer, organizowaniem tajnych drukarni PPS w kraju.
W 1902 w trakcie organizowania jednej z drukarni, ukazał się siódmy numer Der arbajter – wydrukowany w Lublinie. Wraz z Sachsem redakcja i wydawanie gazety przeniosła się trwale z Londynu do Wilna, w Londynie jednak Sachs rozpoczął za pomocą Piotra Szumowa i D. Weissera wydawanie periodyku popularnonaukowego w jidisz Di Proletarisze Welt wzorowanego na pepeesowskim czasopiśmie Światło
W oddaleniu od centrali PPS w Londynie, Sachs wprowadził znaczne zmiany w linii redakcyjnej pisma. Zaczął pisać o narodzie żydowskim jako odrębnej grupie narodowej, oraz o Polsce i Litwie jako dwu oddzielnych krajach. W swej broszurze A klarer entfer (Jasna odpowiedź), wydanej jako dodatek do nr 8 Der Arbajter (wersja polska ogłoszona pt. Odpowiedź Bundowi w nr 8 „Przedświtu” z 1903 r.) Sachs, w przeciwieństwie do Piłsudskiego i londyńskiego kierownictwa PPS, negował dążenia do likwidacji Bundu, postulował natomiast skłonienie tej partii do uznania niepodległościowego programu PPS w zamian za uznanie jego odrębności.

W tym okresie ujawnił się konflikt Sachsa z Józefem Piłsudskim dotyczący kwestii niepodległości Polski.
Der arbajter i osobiście Feliks Sachs, który stał się de facto głównym krajowym liderem PPS, w sposób decydujący wpłynął na uformowanie się grupy „młodych”. Dążył on do uwolnienia organizacji krajowej od prymatu zagranicy, do zdemokratyzowania partii przez usamodzielnienie organizacji terenowych i zapewnienie im kontroli nad CKR.

## Tygodnik warszawski

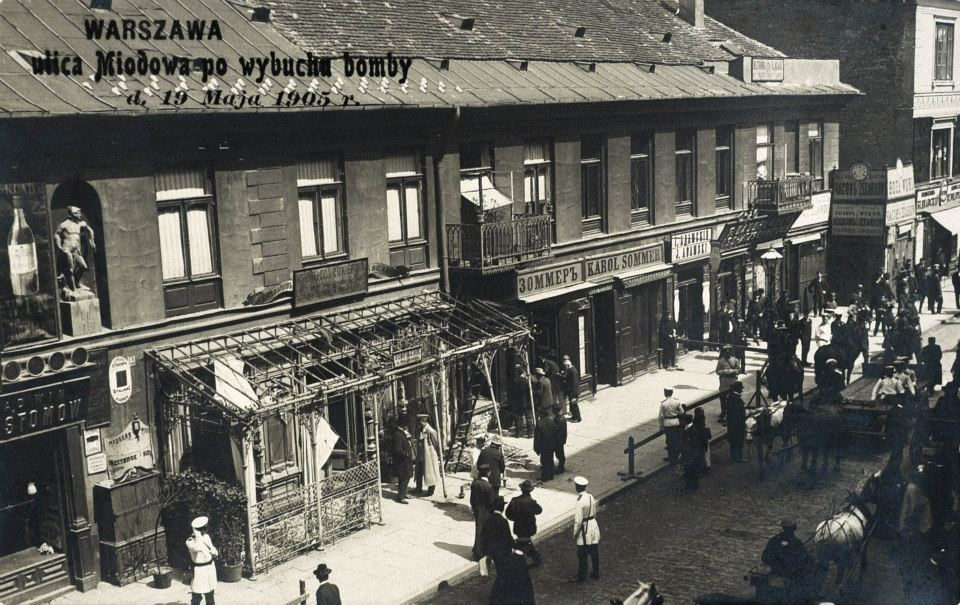
19 maja 1905 r., tuż po wybuchu bomby rzuconej przez bojowca PPS

Od wileńskiej konferencji CKR (4–6 VI 1903) Sachs kierował nie tylko organizacja litewską PPS, ale również okręgiem warszawskim, który do grudnia 1903 obejmował także Łódź.
Z przerwą w okresie aresztowania (od 16 lipca 1904 do maja 1905)Sachs przebywał głównie w Warszawie.
Od maja 1905 roku (po głównych wydarzeniach Rewolucji 1905 roku w Królestwie Polskim), Der arbajter był wydawany w Warszawie jako tygodnik. Osiągał nakład 20 tys. egz. Czasopismo przestało wychodzić jeszcze w tym samym roku.

## Der Arbajter w PPS-Lewicy
Polski Słownik Judaustyczny podaje że Der Arbajter wychodził również w latach 1906 oraz 1908-1914.

## Wydania czasopisma w okresie aperiodycznym
- nr 1 – grudzień 1898 Londyn red. Maksymilian Horwitz
- nr 2 – Londyn red. Leon Wasilewski
- nr 3 – 1901 Londyn red. Leon Wasilewski
- nr 4 – 1901 Londyn red. Leon Wasilewski
- nr 5 – 2 maja 1901 Londyn red. Feliks Sachs
- nr 6 – sierpień 1901 Londyn red. Feliks Sachs
- nr 7 – 1902 Lublin red. Feliks Sachs
- nr 8 – 1903 Wilno red. Feliks Sachs
- pozostałe numery wszystkie pod redakcją Feliksa Sachsa, a od maja 1905 wydawane w Warszawie jako tygodnik

## Inne czasopisma o tym tytule
- Der Arbajter wydawany przez Żydowska Partię Socjaldemokratyczną w Galicji [jid. Jidisze Socjal-demokratisze Partaj][9]
- Robotnik Centralny Organ PPS
- Robotnik (dwutygodnik KOR)